# Stepove, Bilovodsk
Stepove (în ucraineană Степове) este un sat în comuna Novooleksandrivka din raionul Bilovodsk, regiunea Luhansk, Ucraina.

## Demografie
Componența lingvistică a localității Stepove
     Ucraineană (86,18%)
     Rusă (13,82%)
Conform recensământului din 2001, majoritatea populației localității Stepove era vorbitoare de ucraineană (86,18%), existând în minoritate și vorbitori de rusă (13,82%).